# Otto Hintner
Otto Hintner (* 31. Januar 1900 in Nürnberg; † 30. September 1977 in Rosenheim) war ein deutscher Wirtschaftswissenschaftler und Hochschullehrer.

## Wirken
Otto Hintner studierte nach seiner Reifeprüfung in Nürnberg 1919 (seit 1917 war er Kriegsfreiwilliger) ab dem Wintersemester 1919/20 Wirtschaftswissenschaften, Rechtswissenschaft und philosophische Fächer an der Universität München, der Universität Freiburg/Br. und der Universität Erlangen und promovierte dort im Jahre 1922 bei Karl Theodor Ritter von Eheberg. In den Jahren von 1922 bis 1926 war er beruflich bei der Deutschen Bank in Nürnberg, der Securitas Versicherung und der Bayerischen Treuhand AG in München tätig. Nach einem zweisemestrigen Ergänzungsstudium der Betriebswirtschaftslehre an der Handelshochschule Nürnberg legte er 1925 die Prüfung als Diplom-Kaufmann ab. Im selben Jahr habilitierte er sich an der Universität Erlangen, dort lehrte er bis 1929. Von 1927 bis 1929 war er wieder bei der Bayerischen Treuhand AG als Direktor tätig, von 1929 bis 1932 als selbständiger Wirtschaftstreuhänder in München. Im Jahre 1929 erfolgte die Umhabilitierung an die Eberhard-Karls-Universität Tübingen für Privatwirtschaftslehre (Betriebswirtschaftslehre). Da er in Tübingen keinen Lehrstuhl erhielt und es seinen angebotenen Veranstaltungen an Besuchern mangelte, kehrte er nach München zurück und eröffnete dort eine eigene Wirtschaftsprüferkanzlei, die er bis 1977 innehatte. Seine Lehrtätigkeit setzte er gleichwohl fort und zwar an der Universität Erlangen und der Universität Würzburg. Zum 1. Mai 1933 war er der NSDAP beigetreten (Mitgliedsnummer 1.869.801), er war außerdem Mitglied im NSKK, NSDDB, NSRB sowie der SA und NSV. Von 1940 bis 1943 war er außerordentlicher Professor für Betriebswirtschaftslehre an der Technischen Hochschule Dresden, anschließend bis 1945 Professor an der Deutschen Technischen Hochschule in Prag sowie Honorarprofessor der Deutsche Karls-Universität in Prag. Wegen seiner Zugehörigkeit zu NS-Organisationen wurde er nach dem 8. Mai 1945 aus dem Staatsdienst entlassen, jedoch 1948 von der Spruchkammer Rosenheim-Land wieder entlastet. Von 1950 bis 1968 wirkte er dann als Ordinarius für Betriebswirtschaftslehre an der Universität München und Lehrbeauftragter an der Technischen Universität München. Nach seiner Emeritierung hatte er noch bis 1970 Lehraufträge an der Universität München inne.

## Veröffentlichungen (Auswahl)
- Das Treuhandwesen in der deutschen Volkswirtschaft. Schweitzer, München 1926 (Habilitationsschrift Universität Erlangen).
- Die Depotrevision. Spaeth & Linde, Berlin 1933.
- Kreditsicherung durch den Treuhänder (= Wirtschaftswissenschaft, Wirtschaftspraxis, Bd. 3). Verlag Konkordia, Bühl-Baden 1934.
- Kriegswirtschaftlicher Aufgaben der betriebswirtschaftlichen Forschung (= Nürnberger Beiträge zu den Wirtschafts- und Sozialwissenschaften, Bd. 56). Krische, Nürnberg 1936.
- Praxis der Wirtschaftsprüfung. Einführung in Wesen und Technik der kaufmännischen Revision. Muth, Stuttgart 1940 (3. Aufl. 1949).
- Wertpapierbörsen (= Die Wirtschaftswissenschafte, Reihe A, Bd. 31). Gabler, Wiesbaden 1960.
- (Bearb.): Georg Obst / Geld-, Bank- und Börsenwesen. 36. vollst. neubearb. Aufl. Poeschel, Stuttgart 1967.
- (Hrsg.): Zur Besteuerung der Unternehmung. Festschrift für Peter Scherpf zur Vollendung des 65. Lebensjahres gewidmet von Freunden, Kollegen und Schülern. Schmidt, Berlin 1968.

Festschrift
- Hanns Linhardt (Hrsg.): Dienstleistungen in Theorie und Praxis. Otto Hintner zum 70. Geburtstag. Poeschel, Stuttgart 1970.